# Karl-Heinrich Langspecht

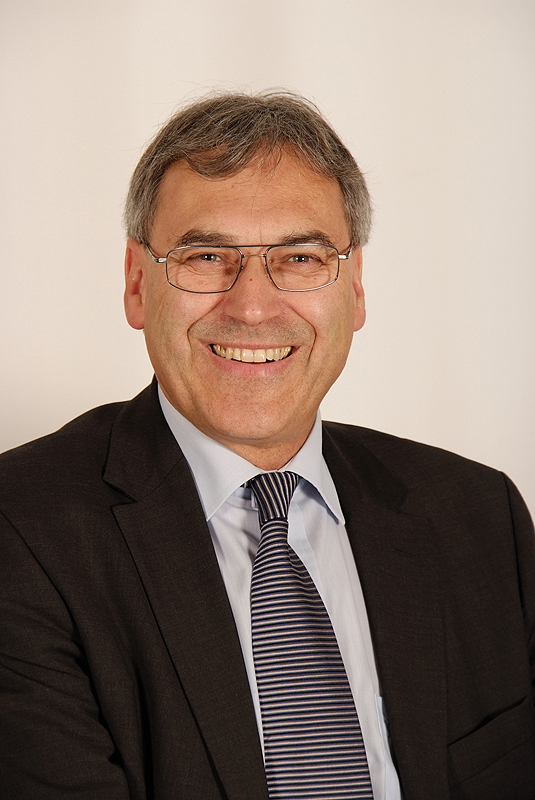
Karl-Heinrich Langspecht im November 2009

Karl-Heinrich Langspecht (* 17. Dezember 1950 in Celle; † 26. Juli 2011 auf Nordstrand) war ein deutscher Kommunalpolitiker der CDU und Mitglied des Niedersächsischen Landtags. Er war verheiratet und hatte zwei Kinder.

## Ausbildung und Beruf
Nach seinem Abitur leistete er seinen Grundwehrdienst und studierte danach Rechtswissenschaften an der Universität Göttingen. Von 1983 bis 1988 war er Kabinettsreferent sowie persönlicher Referent im Ministerium für Ernährung, Landwirtschaft und Forsten, danach arbeitete er bis 1994 als Referatsleiter für Bundes- und Europaangelegenheiten in der Staatskanzlei. Von 1994 bis 2003 war er Referent für Umwelt und Landwirtschaft der CDU-Landtagsfraktion in Hannover.

## Politik
1984 trat Langspecht der CDU bei und war von 2001 bis zu seinem Tode Mitglied im Kreistag Celle. Er war seit 2003 Mitglied im Niedersächsischen Landtag, in den er mit dem Direktmandat des Wahlkreises Bergen einzog. Bei der Wahl 2008 konnte er das Mandat erneut gewinnen. Im Landtag war er Vorsitzender des Ausschusses für den ländlichen Raum, Ernährung, Landwirtschaft und Verbraucherschutz, Mitglied in der Enquête-Kommission „Demographischer Wandel - Herausforderung an ein zukunftsfähiges Niedersachsen“ sowie stellvertretendes Mitglied in dem Ausschuss für Rechts- und Verfassungsfragen, in dem Ausschuss für Umweltfragen und in dem Ausschuss zur Vorbereitung der Wahl der Mitglieder des Staatsgerichtshofs. Seit 2008 war er stellvertretender Vorsitzender der CDU-Fraktion, hier zuständig für den Bereich Ernährung, Landwirtschaft, Verbraucherschutz und Landesentwicklung, Umwelt und Klimaschutz.
Von 2004 bis zu seinem Tode war Karl-Heinrich Langspecht Vorsitzender des CDU-Kreisverbandes Celle.